# Paritásbit
A paritásbit az informatikában egy n bitből álló adatfolyam (n+1)-edik ellenőrző, hibajelző bitje.
Páros paritás generálás esetén a paritásbit értéke 0, ha a karakterben lévő 1-es bitek száma páros, és 1, ha ez a szám páratlan.
Páratlan paritás generálás esetén a paritásbit akkor 0, ha a karakterben lévő 1-es bitek száma páratlan, és 1, ha a számuk páros.
A paritásbit generálására önálló áramkört alkalmaznak a memóriamodulban. Ha ki akarjuk javítani az 1 bites paritáshibákat, akkor ehhez ún. ECC (Error Correction Circuit) hibajavító áramkörre van szükség. Ezek hatékony hibavédelmet biztosítanak, de jelentősen megdrágítják a memóriát.
A CRC ellenőrzés például, a páros paritás generálás elvének megfelelően történik.
Ha adott az elküldendő adatok folyama, amelyet bitek blokkjaira tördelnek, és minden egyes blokkban lévő 1 értékű bitet megszámolnak. A blokkhoz tartozó paritásbit értékét beállítják vagy törlik, attól függően, hogy a számlálás eredménye páros vagy páratlan volt. Ha az így ellenőrzött blokkok átlapolják egymást, akkor a paritásbitekkel még a hiba helye is behatárolható, és esetleg még javítható is, ha a hiba csak egy bitnél jelentkezik: ez a Hamming-kódolás alapelve.
A paritásellenőrző módszereknek vannak korlátai: egy paritásbit csak egyetlen egybites hiba felismerését garantálhatja. Ha két vagy több bit sérül, akkor az ellenőrzés helyes eredményt adhat, annak ellenére, hogy az átvitel hibás volt.

## Külső hivatkozások
- lauder.hu: Hálózati kislexikon
- hobbielektronika.hu: Paritásellenőrzés